# Smírčí kříž (Rájec)
Smírčí kříž stojí na návsi v obci Rájec v okrese Šumperk v Olomouckém kraji. Je chráněn jako kulturní památka ČR.

## Historie
Smírčí kříž měl označovat místo hromadného hrobu padlých v bitvě v roce 1468, která proběhla u Zvole mezi vojsky Jiřího z Poděbrad a Matyáše Korvína. Pochází pravděpodobně ze 16. století a stál údajně na kopci Hlína. Nalezen byl při stavbě železnice v roce 1845 a byl umístěn k silnici do Rájce a v roce 1969 přemístěn na náves.

## Popis
Smírčí kříž je proveden z pískovce. Svislé břevno, které se zužuje směrem nahoru, má na čelní straně vyrytý reliéf meče ve tvaru kříže. Po stranách jsou krátká břevna zaoblená stejně jako svislé břevno.

#### Rozměry:
- Výška se uvádí: 107[6]–115[5]–125[4] cm
- Šířka: 44 cm
- Tloušťka: 29 cm